# Bergbieten
Bergbieten je občina v departmaju Bas-Rhin francoske regije Alzacija.
Leta 2008 je v občini živelo 624 oseb oz. 174 oseb/km².